# Uroptychus raymondi
Uroptychus raymondi is een tienpotigensoort uit de familie van de Chirostylidae. De wetenschappelijke naam van de soort is voor het eerst geldig gepubliceerd in 2000 door Baba.